# Orsima
Orsima là một chi nhện trong họ Salticidae.